# Política de Essuatíni
O Reino de Essuatíni é uma das últimas monarquia absolutistas existentes. A constituição de 1978 atribuía o poder executivo e legislativo supremo ao rei, que é o chefe de Estado. Exerce o poder executivo um gabinete por ele nomeado, sendo então chefiado pelo primeiro-ministro.

## Governabilidade
O atual rei Mswati III, embora tenha permitido a realização de eleições em 1998, governa o país de forma autocrática e a crítica ao soberano é punida severamente.
Os partidos políticos são proibidos e, em eleições, os candidatos concorrem apenas como independentes ao Parlamento e podem ser destituídos pelo rei.
O Parlamento bicameral se limita a debater as propostas do governo e a aconselhar o rei. O Parlamento compõe-se da Assembléia Nacional, composta de 65 membros (55 eleitos por voto direto e 10 nomeados pelo rei) e do Senado, composto de 30 membros (10 eleitos pela assembléia e 20 nomeados).
Quando o rei morre, não há herdeiros diretos. Um conselho tribal reúne-se para decidir qual mulher será a "rainha-mãe" com a exigência de caráter aprovado pelo conselho e tenha somente um filho único e homem. O rei Mswati III tem 14 mulheres e 23 filhos.

### Primeiro-Ministro
Atualmente, o primeiro-ministro do país é Ambrose Mandvulo Dlamini, que recebera o cargo do Rei Mswati III em 27 de outubro de 2018. Ele sucede o então interino Vincent Mhlanga. Este, por sua vez, ocupou o cargo de Barnabas Sibusiso Dlamini, que estava a ocupá-lo pela segunda vez, no período entre 23 de outubro de 2008 e 4 de setembro de 2018 (faleceu em 28 de setembro de 2018).